# Loša (singolo)
Loša è un singolo della cantante bulgara Andrea, pubblicato il 23 gennaio 2012 come quinto estratto dall'album omonimo.